# آي تربل إي 802.9
قامت مجموعة العمل 802.9 التابعة للجنة الشبكات آي تربل إي 802 بتطوير معايير للوصول المتكامل للصوت والبيانات عبر تركيبات كبلات الشبكة الزوجية المجدولة من الفئة 3. كان معيارها الرئيسي يُعرف عادةً باسم ايزو إيثرنت.
يجمع ايزو إيثرنت بين 10 ميجابت في الثانية من شبكة إيثرنت و96 قناة بي من شبكة رقمية للخدمات المتكاملة بسرعة 64 كيلوبت في الثانية. تم تطويره في الأصل لتوفير البيانات والصوت/الفيديو عبر نفس السلك دون تدهور عن طريق تثبيت مقدار النطاق الترددي المخصص لجانبي إيثرنت وقناة بي.
كان هناك بعض الدعم من البائعين لايزو إيثرنت، لكنه خسر في السوق بسبب الاعتماد السريع على إيثرنت السريع وتم حل مجموعة العمل.